# A dunai hajós

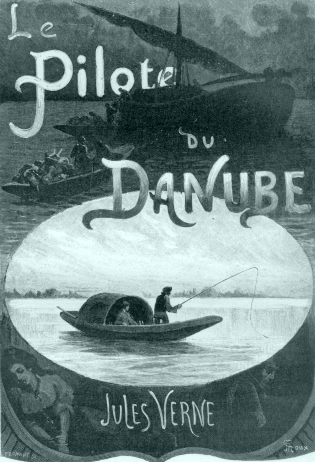
A regény címlapja

A dunai hajós Jules Verne 1908-ban posztumusz megjelent regénye.

## Történet
|  | Alább a cselekmény részletei következnek! |

### A sigmaringeni versenyen
A magyar Borus Demeter a Dunai Liga horgászegyesület sigmaringeni versenyén mindkét versenyszámot megnyeri, és a közönség ünneplése közepette bejelenti, hogy végig kíván hajózni a Dunán a Fekete-erdőtől a Fekete-tengeri torkolatig, és közben csak az általa fogott halakból fog élni. Az indulás napját 1876. augusztus 10-ére tűzte ki.
Mindeközben a Duna mentén elszaporodtak a rablótámadások, és a jelek egy jól szervezett bandára utaltak.

### A Duna forrásainál
A vállalkozás híre gyorsan elterjedt a Duna mentén, célját és Borus Demeter igazi indítékát azonban nem ismerte senki. A Dunai Liga tagjainak egyik beszélgetésén három ötlet is felmerült. Az egyik szerint - amit augusztus 10-én reggel meg is cáfolt a horgászbajnok -, soha nem is akart útra kelni, csak a hiszékeny Liga-tagokat akarta felültetni. A másik szerint a rablóbanda egyik tagja lehet, aki a hírnevet saját védelmére használná fel. Mivel csupán két héttel a verseny előtt csatlakozott a Ligához, senki sem ismerte igazán Borust, de az elnök érve, miszerint jó horgász csak becsületes emberből válhat, mindenkit meggyőzött ennek képtelenségéről. A harmadik ötlet az volt, hogy esetleg az újonnan kinevezett, a dunai rablóbanda felderítését összehangoló detektív, Dragos Károly álcázza így nyomozását. Ezen beszélgetés végén lépett színre egy bizonyos Jäger, aki kipuhatolta, mik a Liga-tagság feltételei, és ebből kiderült az olvasó számára, hogy Borus személyazonosságát valószínűleg senki sem ellenőrizte.

### Borus Demeter utasa
Borus a Berge és a Brigach patakok összefolyásánál indul útnak, és amikor nem látják, abbahagyja a horgászást, és erőteljes húzásokkal evez, hogy minél gyorsabban haladjon. Látszik, hogy sietős a dolga, de azt nem tudjuk, miért. A harmadik nap estéjén már megérkezik Ulmba, ahol senki sem számított rá, kivéve egy embert: az állítólagos Jäger a nyomába ered, és miután Borus visszatér ladikjához, meggyőzi, hogy magával vigye hosszú útjára. Ezért hajlandó ezer forintot fizetni, de nem ez győzi meg a horgászt, hanem egy kellemetlen epizód egy csendőrrel. A csendőr ugyanis igazoltatni akarta, és mivel Borusnak nincsenek személyazonosító iratai, csak Jäger közbelépése mentette ki a kihallgatással és késedelemmel együtt járó eljárástól. Mint az újdonsült útitárs elmondta, Borus ennél csak még szigorúbb ellenőrzésre számíthat a Duna alsóbb szakaszain, és a horgász belátja, hogy egy tekintélyes utas simábbá teheti az útját.

### Serge Ladko
Megismerjük a balkáni helyzetet 1876 nyarán, amikor is a Török Birodalomban lázadások robbannak ki Boszniában, Montenegróban, majd Bulgáriában is. Megismerjük Serge Ladkót is, a ruszcsuki bolgár hazafias szervezkedés élén álló révkalauzt, aki a lázadás kirobbanásakor (amit ő elsietettnek tartott) külföldön ragadt. Ladko köztiszteletben álló, erős, segítőkész, becsületes ember, aki úgy ismeri a Dunát, mint a tenyerét. Egy hobbija van, az is a vízhez köti: kiváló horgász hírében áll. Épp fegyvert akart csempészni honfitársainak, de a bevonuló törökök megakadályozták hazatértét.
Fiatal nejétől egy idő után elmaradtak a levelek, és Ladko kezdett kétségbe esni, mi történhetett vele. Egyrészt a törökök jelentettek veszélyt egy lázadó feleségére, másrészt Ruszcsukról távozóban Sergére rálőttek, és neki úgy tetszett, régóta eltűnt régi ellensége lőtt rá. Ha pedig a hírhedt Ivan Striga visszatért Ruszcsukba, ki tudja, mire nem képes, hogy megbosszulja egykori kudarcát, amikor is Ladko későbbi neje kikosarazta. Ezért Ladko ravasz tervet eszel ki, hogy kijátssza mind a törökök, mind az esetleg lesben álló Striga figyelmét.

### Dragos Károly
Dragos Károly, a dunai rablókat üldöző nemzetközi nyomozás vezetője nőtlen, középkorú férfi, akit inkább szellemi mint testi képességei emeltek e magas tisztségbe. Épp a nyomozás beindításán fáradozott a Duna német szakaszán, amikor Jäger néven a Dunai Liga beszélgetésébe csöppenve meghallotta a feltételezést, hogy Borus neve mögött ő is rejtőzhetne. Ezt nagyon jó ötletnek találta, és mivel nehéznek tűnt volna meggyőzni Borus Demetert, hogy cseréljen vele, inkább utasnak vetette fel magát a horgász csónakjába.
Ajánlata színleg üzleti jellegű, ezer forintot ajánl Borusnak az út során fogott halak ellenértékekén átalánynak, és örömmel veszi észre, hogy ez és a csendőr megjelenése a kezére játszik.

### A kék szempár

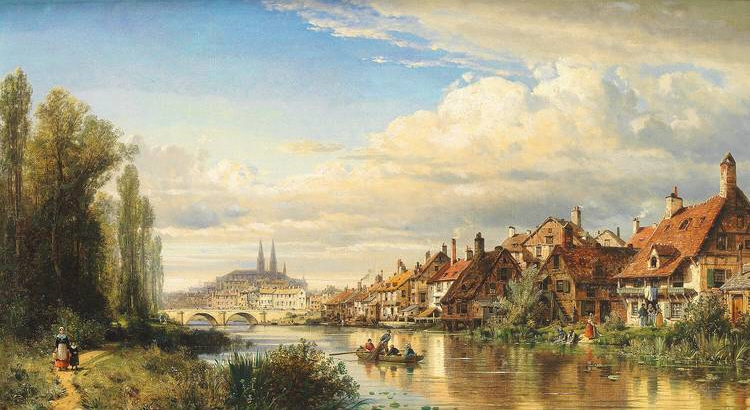
A Duna Regensburgnál, 1876

Az út során folyamatosan érintkezik Friedrich Uhlmannal, egy rendőrtiszttel, és így a folyóról próbálja irányítani a keresést. Először Regensburgban találkoznak, ahol Dragos beül egy étterembe, és felfigyel a szomszéd asztalnál folyó beszélgetésre, amelynek témája épp Borus Demeter vállalkozása. A feltételezést, hogy Borus lenne a banditák vezére, teljesen valószínűtlennek tartja. Először akkor kezd el komolyan töprengeni a horgász valódi kilétén, amikor Borus folyóba eső sötét szemüvege mögül elővillan élénken villogó kék szeme, majd azt próbálja elhitetni vele a horgászbajnok, hogy rosszul lát.
A fejezet végére Bécsbe érnek.

### A vadászok és a vad
Bécsben két járókelő felismeri Dragost, és mivel Borus épp a kabinban sürgölődött, azt hitték, Dragos rejtőzik a Borus név mögött. Ebben megerősítette őket, hogy Dragos rövid bécsi kirándulása után, amelyen követték, visszatért a ladikhoz.
Dragos egy étterem teraszán ülve tárgyalt Uhlmannal, mikor feltűnt az utca forgatagában Borus, aki pedig azt mondta, egész nap a csónaknál marad. A gyanús helyzetet még tovább rontotta, hogy Borus egy kétes hírű zsidó üzletébe ment, majd este ismét csak azt állította az ál-Jägernek, hogy egész nap nem ment sehova.
A rendőrfőnök utasítja embereit, hogy innentől a Duna mindkét partján őrködjenek, amerre Borus csónakja elhalad, mert az az érzése, hogy ott fog történni valami, ahol ő van.

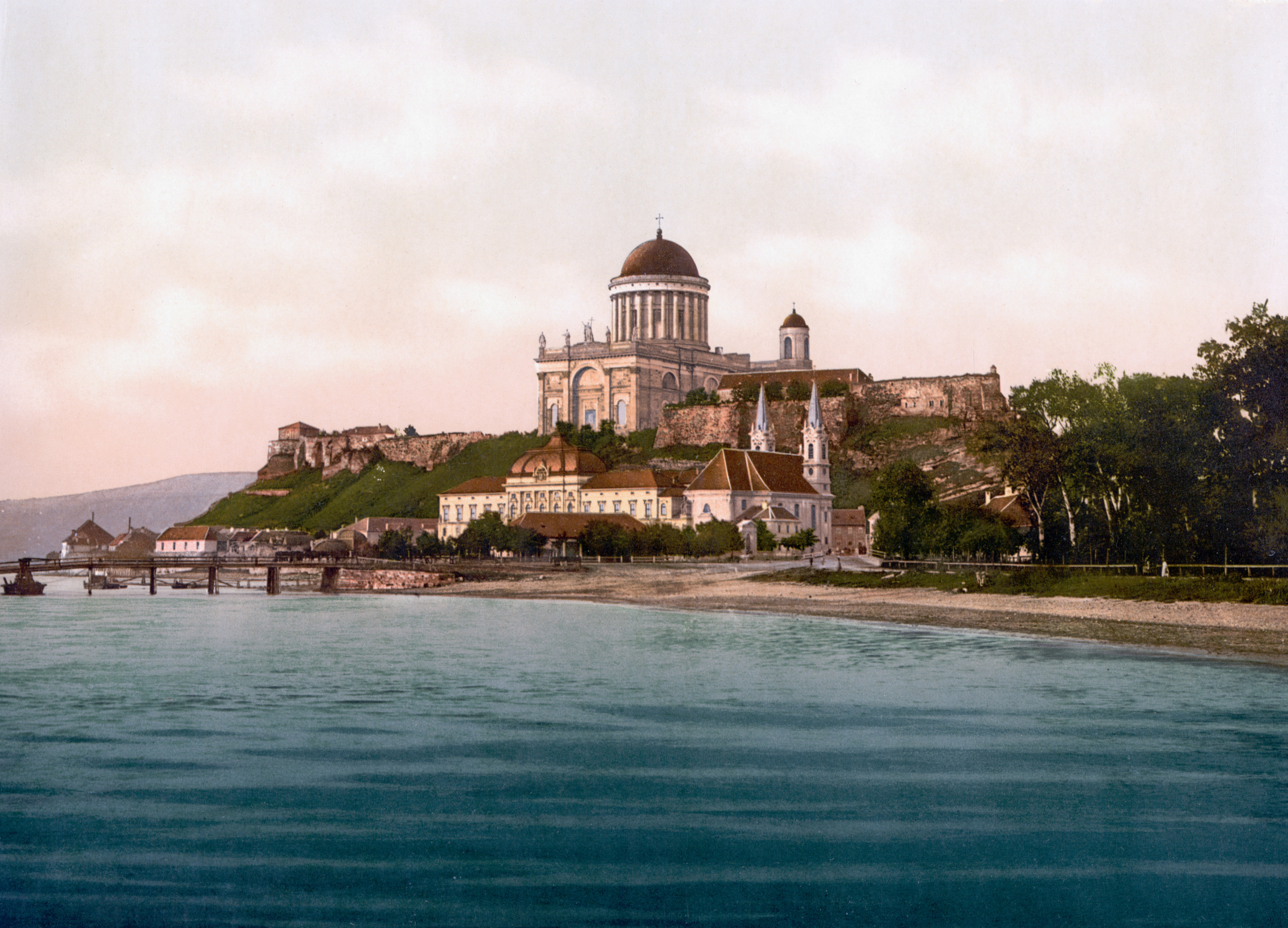
Esztergom a Duna felől 1900 körül

### Egy női arckép
Ebben a fejezetben Dragos további gyanús jeleket figyel meg. Először nyilvánvalóvá válik, hogy Borus tintafekete haja festett, igazi színe szőke. Ezután Esztergom mellett éjjelre eltűnik (azt mondja, hazamegy Szalkára), majd a viharban sietve továbbindul a Dunán lefelé. Útközben Dragos vízbe borul, Borus utána ugrik, és kimenti. Ezután kievez a partra, és amíg eltávozik, hogy Dragosnak valami szíverősítőt szerezzen az ijedségre és a kiállt fáradalmak enyhítésére, a megmentett két fontos felfedezést tesz. Egyrészt átkutatja Borus úti holmijait, és talál egy női fényképet, amelyre az volt írva: „Szeretettel férjemnek, Natasa Ladko” - Tehát a Borus név mögött valóban Ladko rejtőzik. Nem sokkal ezután rátalál Dragosra Uhlmann, és közli vele, hogy előző éjjel, amikor Ladko távol volt, kifosztottak egy környékbeli villát. A gyanú Ladkóra terelődik, de Dragos nem akarja rögtön letartóztatni, mert hálás neki, hogy habozás nélkül megmentette az életét, és reménykedik abban, hogy esetleg mégiscsak tévedett.

### Dragos kettős kudarca
A rablók zsákmányukat szekérre rakva próbálnak lejutni a partra, ahol azt bárkájukra rakhatják. A kocsmárost, akinél éjjel megszálltak, sikerül megtéveszteniük, de az időközben nyomukba szegődött Dragos átlát a szitán, és bár kevés az embere, megpróbál rajtaütni a martalócokon, akik épp berakodáshoz készülődnek. A túlerő azonban visszavonulásra kényszeríti.
Dragos ekkor elhatározza, hogy visszatér Borus csónakjához, és letartóztatja Ladkót, ott azonban senkit sem talál. Kiadja tehát az országos elfogatóparancsot Borus Demeter állítólagos horgász ellen.

### A fogoly
Míg Dragos a rablókat üldözte, Ladko visszatért a ladikhoz, ott azonban senkit sem talált, ezért, bár nagy kísértést érzett, hogy otthagyja útitársát, várakozni kényszerül. Eközben gondolatai messze járnak, és észre se veszi, amint három haramia mögé lopódzik, és abban a hitben, hogy Dragost ejtik foglyul, leütik és megkötözik.
A főhőst ezután a rablók bárkájára viszik, ahol a titkos hajófenékbe rejtik és elindulnak a rablott holmival együtt lefelé a Dunán.

### Az ellenség hatalmában
Ez a bárka igen különös egy építmény, oldalról és föntről nézve teljesen átlagos dunai bárkának tűnik, a hajótest alá egy második, kisebb hajófeneket építettek, ahová a rablott holmit és, mint Ladko esetében, az esetleges foglyokat rejtik a banditák. ebben a második, titkos raktérben utazik Ladko egész Pestig, ahol a folyami rendőrség átvizsgálja a hajót, de semmit sem talál. Ezután a ritkábban lakott Alföld mellett hajózva, már egy fedélzeti kabinban megkötözve utazik Ladko, de van egy kis ablaka, amelyen kitekinthet a kinti világba.
A fejezetben kiderül, hogy a rablók vezére Ivan Striga, Ladko régi ellensége, aki a Ladko nevet használja álcának rablóhadjáratain. Dragost (akit hite szerint fogva tart) túsznak akarja felhasználni, ha bajba kerül. De hogy ne ismerje meg a rendőrfőnök, ő nem megy be a kabinjába, és mivel Titscha, az alvezére, aki a foglyot eteti, nem ismeri Dragost, jó ideig nem is derül ki a tévedés.
Eközben Striga Borus álnevét és ladikját használja, amikor a partra evez információt szerezni. a nagyvárosoktól távol azonban nem nagyon hallottak sem a horgászbajnokról, sem a rablóbandáról.
|  | Itt a vége a cselekmény részletezésének! |

## Szereplők

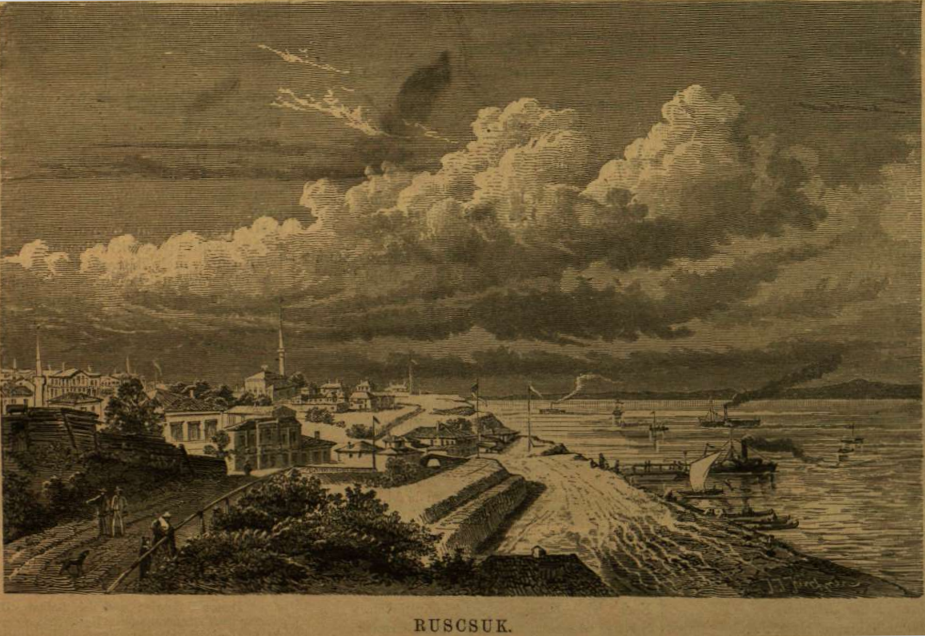
Rus(z)csuk 1870 körül

- Serge Ladko, alias Borus Demeter: A főszereplő. Ruszcsuki révész és bolgár hazafi, aki a Monarchia területén rekedt, mikor kitört hazája függetlenségi harca. Magas, szőke és bizalomgerjesztő külsejű, amit becsületes jelleme meg is erősít. A regény során megpróbál hazajutni ifjú feleségéhez.
- Dragos Károly alias Jäger: Budapesti rendőrfelügyelő, a dunai rablóbanda felderítését koordinálja nemzetközi hatáskörrel.
- Friedrich Uhlmann: rendőrtiszt, Dragos tőle szerzi az információkat az út elején, és rajta keresztül adja ki az utasításait.
- Ivan Striga: Ladko régi ellensége, Ruszcsukban udvarolt Ladko későbbi feleségének. A dunai rablók vezére, de már korábban is sok aljasságot írtak a számlájára. Szintén magas, izmos és szőke, de Ladkóra csak ennyiben hasonlít.
- Titscha: Striga alvezére, ő téveszti össze Ladkot Dragossal, mikor foglyul ejtik Esztergomnál.

## Megfilmesítés
1974-ben Markos Miklós rendezésében azonos címmel magyar film készült a regény alapján, melyben a címszerepet Koncz Gábor játszotta.